# Gran Desert de Victòria
El Gran Desert de Victòria és una regió àrida que es troba al sud d'Austràlia. Ernest Giles, l'any 1875, va ser el primer europeu a travessar-lo i l'ecplirador li va donar el nom en honor de la reina Victòria d'Anglaterra. Està entre els estats australians d'Austràlia del Sud i Austràlia Occidental i consta de petites dunes, praderies i llacs salats. S'estén sobre 700 km d'oest a est en una superfície de 424.400 km². És el més gran desert australià.
Donada l'aridesa del territori no hi ha quasi activitat agrícola i és una àrea protegida de l'oest d'Austràlia. És una de les 12 reserves de la biosfera australianes, codi ecoregió AA1305.

## Història
El 1875, l'explorador britànic nascut a Austràlia Ernest Giles va ser el primer europeu a travessar el desert. El va batejar en honor de l'aleshores reina Victòria del Regne Unit. El 1891, l'expedició de David Lindseys el va travessar de nord a sud. Frank Hann hi va buscar or de 1903 a 1908. Len Beadell va explorar l'àrea els anys 1960.
Al Gran Desert de Victòria l'octubre de 1953 als llocs de prova nuclear Maralinga i Emu Field es van realitzar dues explosions de bombes de plutoni britàniques, que van produir una pluja radioactiva significativa.

## Ubicació i descripció

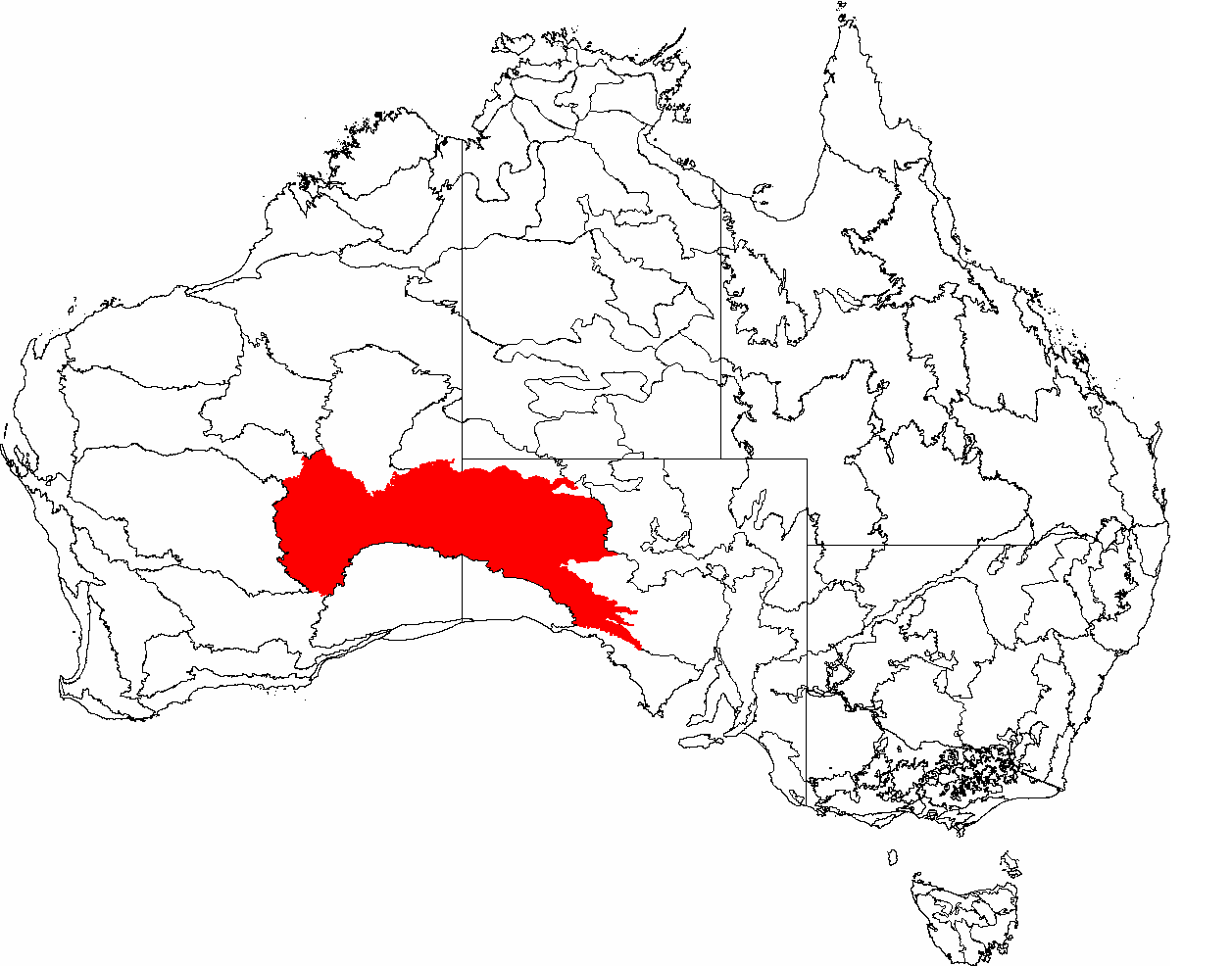
Mapa mostrant la localització del Gran Desert de Victòria.

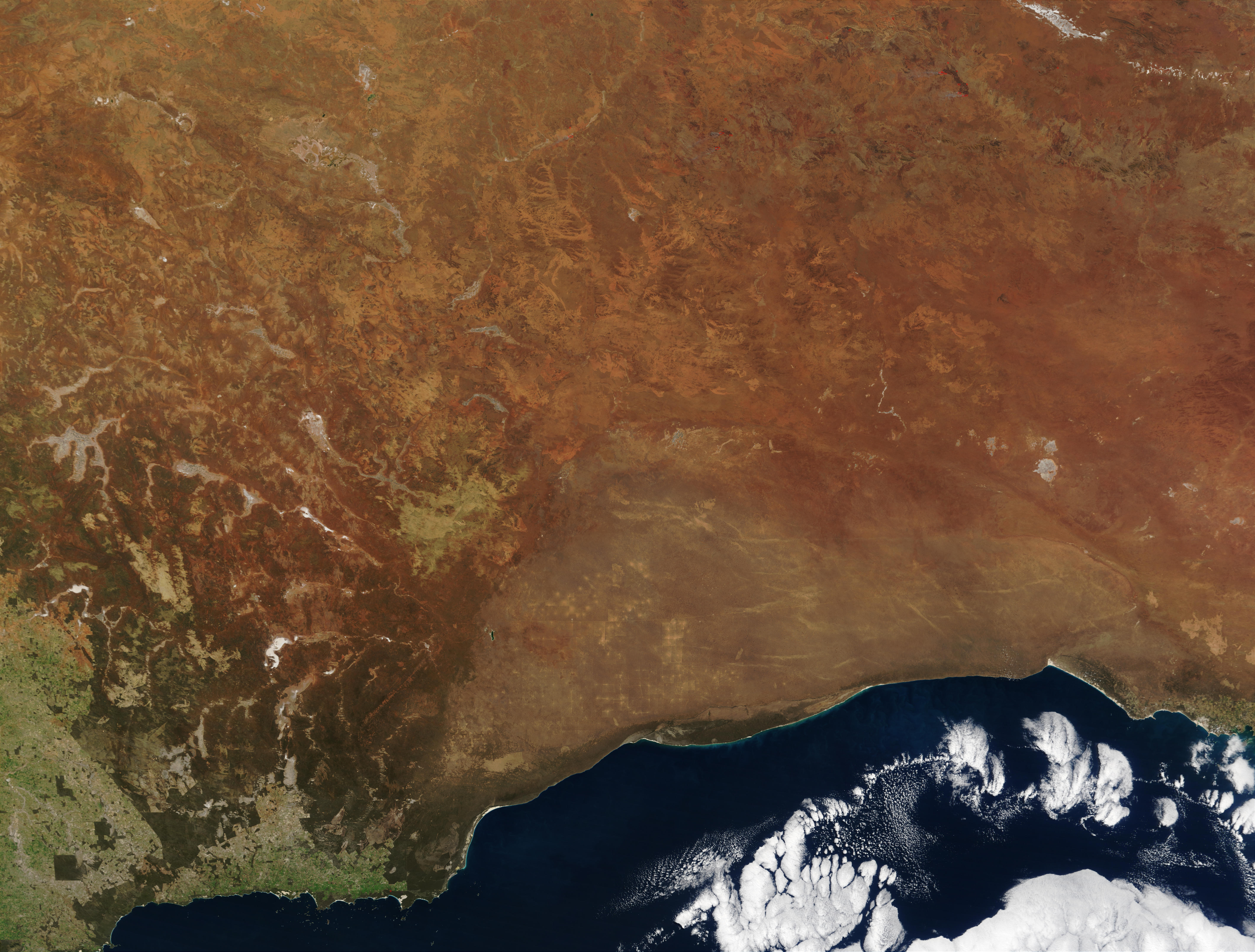
NASA - Visible Earth, el gran desert de Victòria es troba al centre de la imatge, al nord de la plana de Nullarbor.

El Gran Victòria és el desert més gran d'Austràlia, i consta de molts petits turons de sorra, planes d'herbassar, zones amb una superfície molt compacta de còdols (anomenades paviments desèrtics o planes gibber) i llacs salats. Són més de 700 km d'ample (d'oest a est) i cobreix una àrea de 348.750 km² des de la regió d'Eastern Goldfields d'Austràlia Occidental fins a les serralades Gawler al sud d'Austràlia.
L'ecoregió dels arbustos de mulga d'Austràlia occidental es troba a l'oest, el Petit Desert de Sorra al nord-oest, el desert de Gibson i els arbustos xèrics de les serralades centrals al nord, el desert pedregós de Tirari-Sturt a l'est i la Plana de Nullarbor al sud. La pluviometria mitjana anual és baixa i irregular, oscil·lant entre 200 i 250 mm per any. Les tempestes són relativament freqüents al desert de la Gran Victòria, amb una mitjana de 15 a 20 tempestes anuals. Les temperatures diürnes d'estiu oscil·len entre 32 i 40 °C, mentre que a l'hivern, cau entre 18 i 23 °C.
El desert de la Gran Victòria és una ecoregió del Fons Mundial per a la Vida Silvestre i una regionalització biogeogràfica provisional per a Austràlia amb el mateix nom.

## Flora
Només les plantes més resistents poden sobreviure en gran part d'aquest entorn. Entre les carenes de sorra, les zones d'estepa boscosa consisteixen en arbustos d’Eucalyptus gongylocarpa, Eucalyptus youngiana i Acacia aneura (mulga) escampats per zones d'herbes resistents d'espinifex, especialment Triodia basedowii.
Gran part del Gran Desert de Victòria està cobert de boscos oberts, típicament eucaliptus amb un sotabosc de pastura (Triodia, principalment T. basedownii), mulga (Acacia aneura) amb altres gramínies (Aristida i Plectrachne), o belah (Casuarina cristata) arbustos (Maireana sedifolia, Dodenaea attenuata). El Corredor de Giles és una franja estreta de vegetació d'acàcia i l'únic matoll continu que travessa completament el Gran Desert de Victòria. Aquest corredor uneix la regió de Pilbara a Austràlia Occidental amb la Serralada Central travessant la regió del llac Carnegie al Gran Desert de Victòria i la part sud del Desert de Gibson.

## Fauna
La fauna que es va adaptar a aquestes dures condicions incloïa pocs ocells o mamífers grans. No obstant això, el desert sosté molts tipus de llangardaixos, inclòs el vulnerable gran escinc del desert (Egernia kintorei), el taipan de les serralades centrals (descobert el 2007) i una sèrie de petits marsupials, inclòs el ratolí marsupial del desert (Sminthopsis psammophila) en perill d'extinció i el Dasycercus cristicauda. Una manera de sobreviure aquí és enterrar-se a la sorra, com ho fan uns quants dels animals del desert, inclòs el talp marsupial del sud (Notoryctes typhlops) i la Cyclorana platycephala. Els ocells són la cara blanca de pit castanyer (Aphelocephala pectoralis) que es troba a l'extrem oriental del desert i el talègol ocel·lat del Parc de Conservació de Mamungari.
Els depredadors del desert són el dingo (ja que el desert es troba al nord de la tanca de Dingo) i dos grans llangardaixos monitors, el Varanus giganteus i el goanna de sorra (Varanus gouldii).

## Conservació i amenaces
Com que aquesta zona ha tingut un ús molt limitat per a l'agricultura, molts hàbitats romanen pràcticament inalterats. El 31% del desert es troba en àrees protegides, inclòs el Parc de Conservació de Mamungari (antigament conegut com a Parc de Conservació Unnamed) al Sud d'Austràlia, una gran àrea de zones salvatges àrides, que té una importància cultural i és una de les 14 reserves mundials de la Biosfera a Austràlia. L'hàbitat també es conserva a la gran àrea del govern local aborigen d’Anangu Pitjantjatjara Yankunytjatjara a Austràlia Meridional i a la Reserva Natural del Gran Desert de Victòria d'Austràlia Occidental. Les àrees protegides són:
- Àrea Protegida Indígena Antara-Sandy Bore
- Àrea Protegida Indígena Apara-Makiri-Punti
- Reserva Natural Serra de la Poer
- Parc Nacional Gawler Ranges
- Parc de conservació Gawler Ranges
- Reserva Natural del Gran Desert de Victòria
- Àrea Protegida Indígena Kalka-Pipalyatjara
- Parc Nacional del Llac Gairdner
- Parc de Conservació de Mamungari
- Àrea protegida indígena de Mount Willoughby
- Reserva natural de Neale Junction
- Àrea Protegida Indígena Ngaanyatjarra
- Reserva Regional de Nullarbor
- Reserva natural dels llacs Plumridge
- Parc de Conservació Pureba
- Reserva natural de primavera Queen Victoria
- Parc de Conservació de Tallaringa
- Àrea Protegida Indígena Walalkara
- Àrea Protegida Indígena Watarru
- Reserva Regional Yellabinna
- Àrea de protecció del desert de Yellabinna
- Reserva natural del llac Yeo
- Parc de Conservació de Yumbarra

Els assaigs d'armes nuclears realitzats pel Regne Unit a Maralinga i Emu Field als anys 50 i principis dels 60 han deixat zones contaminades amb plutoni 239 i altres materials radioactius.

## Clima
Les temperatures màximes mitjanes de l'estiu es troben entre els 32 i els 40 °C i a l'hivern entre 18 i 23 °C, no hi neva.
El clima de la bioregió és àrid amb estius càlids a extremadament calorosos i humits. Els mesos d'estiu són de desembre a febrer. L'hivern, per altra banda, passa entre juny i agost i és relativament càlid en comparació amb altres parts d'Austràlia amb temperatures que oscil·len entre 20,4 i 22,7 °C durant el dia.
El gran Desert de Victòria també rep poca pluja que és variable i impredictible. Les precipitacions anuals poden fer una mitjana entre 150 mm i més de 250 mm. Les tempestes hi són freqüents amb una mitjana de 15 a 20 per any. Com que l'aigua és tan escassa, és un recurs tan preciós i només certes espècies de plantes i animals hi poden sobreviure.

## Població
Molt abans que els europeus arribessin a aquesta part d'Austràlia, els aborígens havien anomenat llar al Gran Desert de Victòria. El poble Tjuntjuntjara, per exemple, conegut avui com a poble spinifex ha habitat la zona durant 25.000 anys. Les famílies actuals de spinifex aquí es remunten a 600 generacions.
També conegut com el poble Pila Nguru, se'ls considera els propietaris tradicionals de la terra. Encara que a la dècada de 1950 molts van ser expulsats de casa seva, quan els governs britànic i australià van triar l'àrea propera als seus assentaments com a lloc per a les proves nuclears. Molts es van mudar de les seves terres natives i es van allunyar de la seva forma de vida tradicional. Van ser traslladats a assentaments més al sud. Moltes de les famílies supervivents van tornar a les seves terres d'origen a la dècada de 1980.
A causa del clima rigorós i l'aïllament geogràfic, molts dels colons s'han mantingut relativament tranquils des de llavors. Les poblacions aborígens d'aquesta zona també estan creixent però escassa i dispersa amb diferents grups aborígens australians entre els quals els Kogara i els Mirning.